# Klaus Heinrich
Klaus Heinrich (Berlino, 23 settembre 1927 – Berlino, 23 novembre 2020) è stato uno storico delle religioni e filosofo tedesco.
Fu professore ordinario di scienza delle religioni presso la Freie Universität Berlin dal 1972 fino al 1995. Nei suoi studi e nel suo insegnamento accademico si occupò in particolare del rapporto tra filosofia e mitologia.

## Opere
- Versuch über die Schwierigkeit nein zu sagen, Frankfurt am Main 1964, 4. ed. 2002 ISBN 3-87877-169-X
- Parmenides und Jona. Vier Studien über das Verhältnis von Philosophie und Mythologie, Frankfurt am Main 1966. Trad. italiana: Parmenide e Giona. Quattro studi sul rapporto tra filosofia e mitologia, a cura di Massimo De Carolis, Napoli 1988, ISBN 88-7042-900-8
- Vernunft und Mythos. Ausgewählte Texte, Frankfurt am Main 1983

«Dahlemer Vorlesungen»
- vol. 1: tertium datur. Eine religionsphilosophische Einführung in die Logik, Frankfurt am Main - Basel 1981. ISBN 3-87877-139-8
- vol. 2: anthropomorphe. Zum Problem des Anthropomorphismus in der Religionsphilosophie, Frankfurt am Main - Basel 1986. ISBN 3-87877-197-5
- vol. 3: arbeiten mit ödipus. Begriff der Verdrängung in der Religionswissenschaft, Frankfurt am Main - Basel 1993. ISBN 3-87877-392-7
- vol. 4: vom bündnis denken. Religionsphilosophie, Frankfurt am Main - Basel 2000. ISBN 3-87877-798-1
- vol. 7: psychoanalyse sigmund freuds und das problem des konkreten gesellschaftlichen allgemeinen, Frankfurt am Main - Basel 2001. ISBN 3-87877-768-X
- vol. 8: Aufklärung in den Religionen. gesellschaftlich vermitteltes naturverhältnis. Begriff der Aufklärung in den Religionen und in der Religionswissenschaft, Frankfurt am Main - Basel 2007. ISBN 978-3-87877-028-2
- vol. 9: arbeiten mit herakles. Zur Figur und zum Problem des Heros, Frankfurt am Main - Basel 2006 ISBN 978-3-87877-029-9

## Onorificenze
- Premio Sigmund Freud della Deutsche Akademie für Sprache und Dichtung (Accademia tedesca per la lingua e la poesia) nel 2002